# Paradoxopsyllus teretifrons
Paradoxopsyllus teretifrons är en loppart som först beskrevs av Rothschild 1913.  Paradoxopsyllus teretifrons ingår i släktet Paradoxopsyllus och familjen smågnagarloppor. Inga underarter finns listade i Catalogue of Life.